# Campus delle Nazioni Unite a Bonn

Emblema delle Nazioni Unite

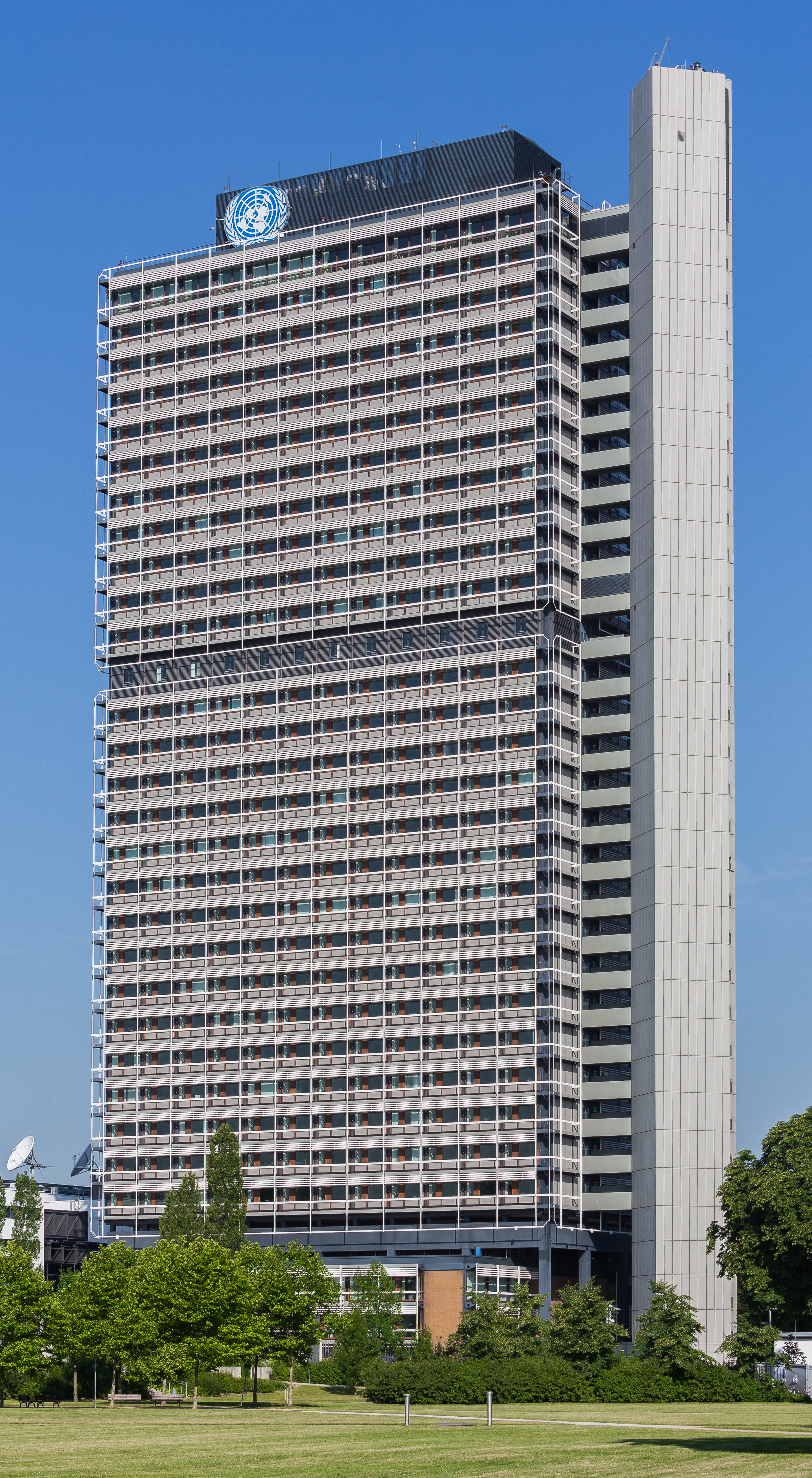
Langer Eugen

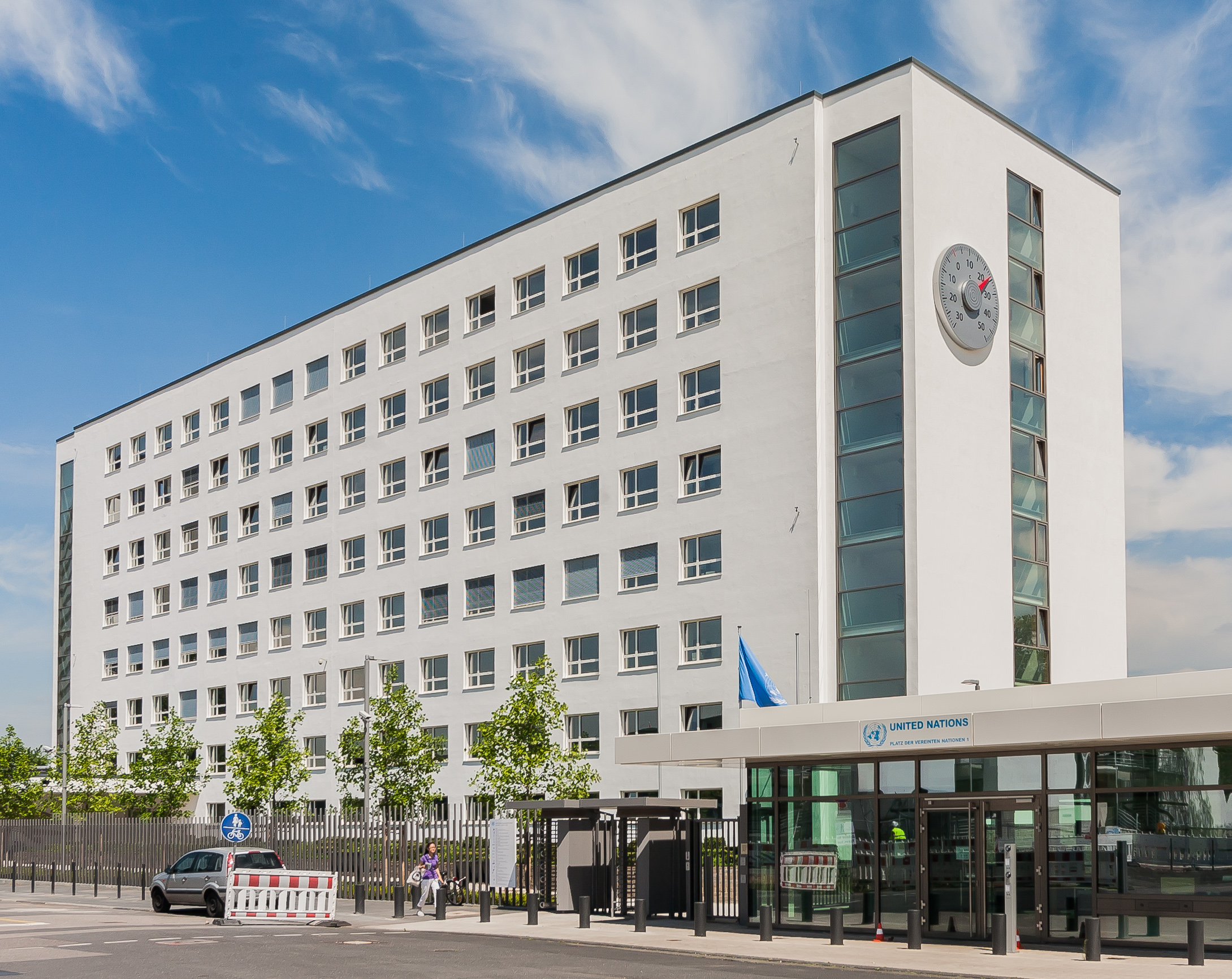
Altes Abgeordnetenhochhaus

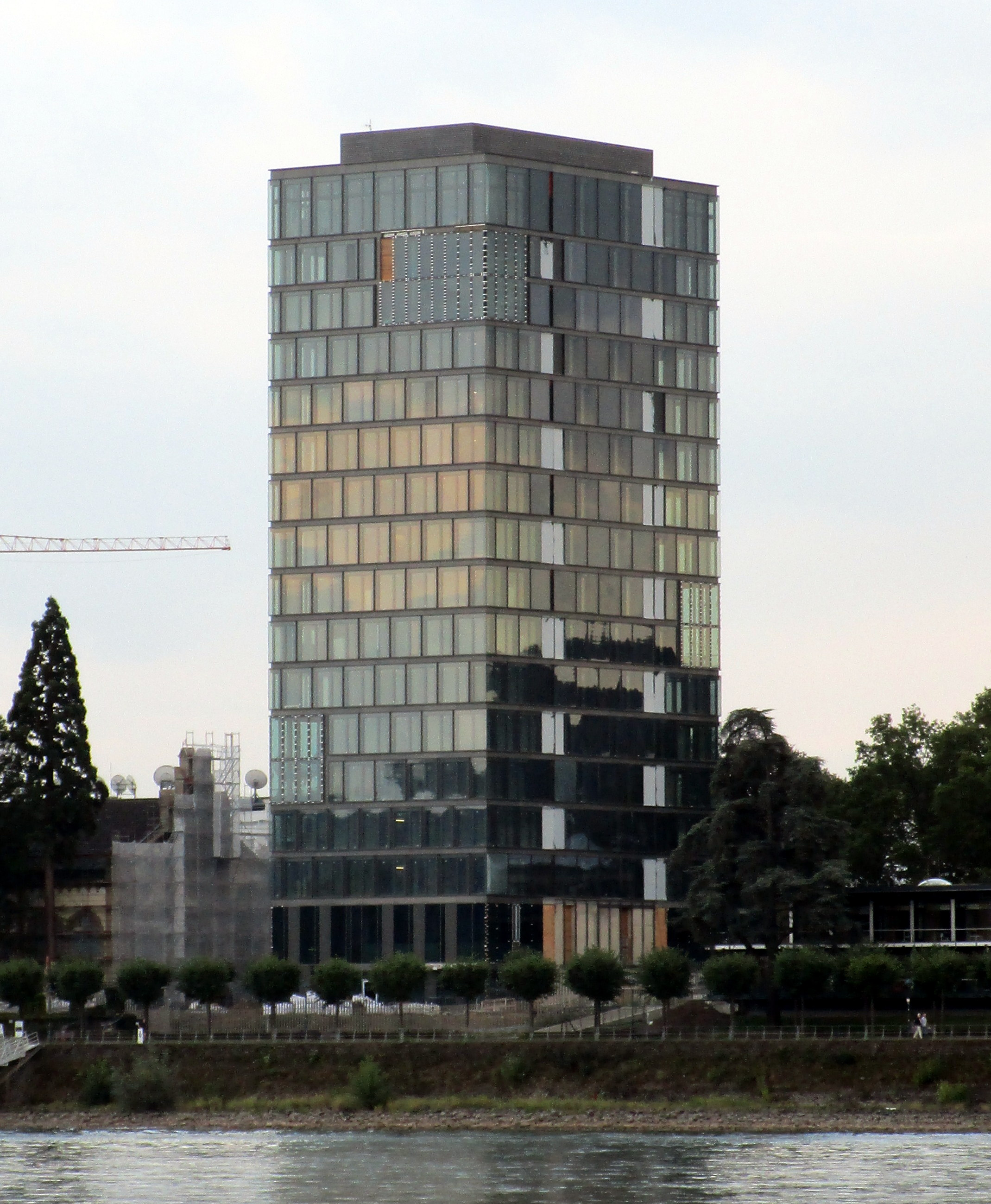
Klimaturm

Il Campus delle Nazioni Unite a Bonn (UN Campus) è la sede delle organizzazioni delle Nazioni Unite a Bonn. È stato inaugurato l'11 luglio 2006 e inizialmente comprendeva solo l'ex palazzo del parlamento federale tedesco Langer Eugen. Nel luglio 2013 è stata aggiunta la parte meridionale del Bundeshaus in Piazza delle Nazioni Unite. A seguito di un'ulteriore espansione, dal 2022 il Campus può ospitare circa 1.000 dipendenti.

## Giurisdizione
Il terreno e gli immobili sul quale sorge il Campus delle Nazioni Unite sono di proprietà del Bundesanstalt für Immobilienaufgaben (Agenzia immobiliare federale). Tutti i lavori di costruzione sulla proprietà sono supervisionati dal Bundesamt für Bauwesen und Raumordnung (Ufficio federale per l'edilizia e l'assetto territoriale). Le organizzazioni delle Nazioni Unite utilizzano gli immobili in comodato ma coprono i costi operativi. A seguito dell'accordo tra la Repubblica Federale Tedesca e le Nazioni Unite, il Campus di Bonn è soggetto a speciali norme diplomatiche e giuridiche che lo definiscono come area extraterritoriale, anche se questo termine non è esatto secondo il diritto internazionale.

## Storia
Le prime organizzazioni delle Nazioni Unite ad aprire a Bonn sono stati un ufficio di collegamento dell'Alto commissariato delle Nazioni Unite per i rifugiati (UNHCR), che aveva sede a Ginevra, nel 1951 e un ufficio di collegamento dell'Organizzazione internazionale del lavoro, anch'esso con sede a Ginevra, nel 1953. La prima organizzazione delle Nazioni Unite con mandato globale, con sede a Bonn, è stata il Segretariato della Convenzione sulla conservazione delle specie migratrici degli animali selvatici (CMS), conosciuta come Convenzione di Bonn, nel novembre 1984.

### Prima fase
Soprattutto a partire dal 1996 sono state stabilite a Bonn numerose organizzazioni, agenzie e segretariati delle Nazioni Unite: il 20 giugno 1996 il segretario delle Nazioni Unite Boutros Boutros-Ghali ha inaugurato la nuova sede dei Volontari delle Nazioni Unite (UNV) presso la Haus Carstanjen, mentre il 12 agosto 1996 vi si è trasferito il Segretariato della Convenzione quadro delle Nazioni Unite sui cambiamenti climatici (UNFCCC) e, successivamente, anche negli ex uffici parlamentari in Kennedyallee 105-107.
Nel 2001 il governo federale tedesco ha deciso di mettere a disposizione delle Nazioni Unite una parte degli edifici dell'ex Parlamento federale come «Campus delle Nazioni Unite» per uso permanente, successivamente confermata con una decisione del governo in data 28 maggio 2003.
Dall'aprile 2006 undici delle dodici organizzazioni delle Nazioni Unite presenti a Bonn sono state trasferite nel grattacielo Langen Eugen, ex sede degli uffici parlamentari federali; la zona veniva completamente recintata e la Hermann-Ehlers-Straße chiusa al traffico automobilistico. L'11 luglio 2006 il nuovo Campus delle Nazioni Unite è stato inaugurato dalla cancelliera Angela Merkel e dal segretario generale delle Nazioni Unite Kofi Annan.

### Seconda fase
Il Segretariato dell'UNFCCC, che nel 2013 contava 265 dipendenti sui 600 totali del Campus, era ospitato nell'edificio a otto piani dell'ex Parlamento federale, l'ex edificio dei gruppi parlamentari, l'ala intermedia e l'ala sud del complesso del Bundeshaus.
Dal settembre 2009 all'estate 2013 gli edifici del Campus sono stati riconvertiti e in parte ricostruiti sotto la direzione del Bundesamt für Bauwesen und Raumordnung per 92 milioni di euro.
La consegna simbolica delle chiavi al Segretariato dell'UNFCCC è avvenuta il 31 ottobre 2012, il completamento definitivo ha avuto luogo con la consegna ufficiale del Campus all'ONU il 15 luglio 2013 e con l'insediamento dell'organizzazione nell'ottobre 2013.
I lavori di ristrutturazione/riqualificazione sono stati fatti in base al progetto dello studio di architettura RKW di Düsseldorf.
L'obiettivo principale del progetto è stata la conversione sostenibile dell'esistente utilizzando materiali e componenti edili ecologici, la diminuzione del consumo energetico e, ove possibile, i combustibili fossili sono stati sostituiti da energie rinnovabili. L'obiettivo era dimostrare che una ristrutturazione edilizia può dare un contributo significativo alla protezione del clima. Ulteriori requisiti strutturali, tenendo conto delle questioni relative alla protezione dei monumenti, erano la prevenzione antincendio, la protezione dalle inondazioni, l'attuazione delle norme di sicurezza e l'ottimizzazione dello sviluppo interno, anche per quanto riguarda l'accessibilità, con l'abbattimento delle barriere architettoniche.

### Terza fase
Nella terza fase è stato previsto un nuovo grattacielo di 17 piani (Klimaturm, Torre del clima), di fronte allo Stresemannufer (Lungoreno) in modo che il Campus potrà ospitare 1.000 dipendenti.
Si tratta del primo nuovo edificio progettato specificatamente per le Nazioni Unite a Bonn. Per questo progetto nel novembre 2012 è stato indetto un concorso di architettura, che  nel settembre 2013 è stato assegnato allo studio di architettura Stefan Lippert di Berlino.
Inoltre, nell'agosto 2015 è stato lanciato un concorso in base alla legge federale Kunst am Bau (arte nelle costruzioni); l'assegnazione è avvenuta nell'ottobre 2016.
La posa della prima pietra del Klimaturm è avvenuta il 6 ottobre 2016, una cerimonia di ampliamento si è tenuta il 3 giugno 2019.
La facciata è stata completata nell'autunno 2020 e l'edificio ha ottenuto il certificato di «Edificio non residenziale ad alta efficienza energetica nel Nord Reno-Vestfalia».
Il completamento dei lavori è avvenuto nel febbraio 2022, per un costo complessivo di 72 milioni di euro, e il Segretariato dell'UNFCCC vi si è insediato dall'aprile 2022.
L'area del Campus messa a disposizione delle Nazioni Unite comprende l'Altes Wasserwerk (Vecchio acquedotto) e la Pumpenhaus (Idrovora), che sino al 2015 facevano parte del Centro congressi di Bonn.

## Organizzazioni delle Nazioni Unite
A Bonn hanno sede 26 organizzazioni, agenzie e segretariati del sistema delle Nazioni Unite che lavorano sul cambiamento climatico, sul degrado del territorio, sulla biodiversità e sui servizi ecosistemici, sulla conservazione della fauna selvatica, sul volontariato, sulla salute, sulla sicurezza umana, sulla riduzione del rischio di catastrofi, sul turismo, sull'istruzione e sulla formazione, sul raggiungimento degli obiettivi di sviluppo globale, con uno staff internazionale di quasi 1.000 collaboratori.
- Segretariato della Convenzione quadro delle Nazioni Unite sui cambiamenti climatici (UNFCCC)
- Segretariato della Convenzione delle Nazioni Unite per combattere la desertificazione (UNCCD)
- Volontari delle Nazioni Unite (UNV)
- Campagna d'azione per gli Obiettivi di sviluppo sostenibile (SDG)
- Segretariato della Convenzione sulla conservazione delle specie migratrici degli animali selvatici (UNEP/CMS)
- Università delle Nazioni Unite - Istituto per l'ambiente e la sicurezza umana (UNU-EHS)
- Organizzazione delle Nazioni Unite per lo sviluppo industriale - Pomozione per l'investimento e la tecnologia, Ufficio della Germania (UNIDO ITPO)
- Istituto di ricerca delle Nazioni Unite per lo sviluppo sociale (UNRISD)
- Programma delle Nazioni Unite per lo sviluppo - Ufficio di rappresentanza della Germania (UNDP-GRO)
- Segretariato dell'Accordo per la conservazione dei pipistrelli europei (UNEP/EUROBATS)
- Piattaforma intergovernativa sulla biodiversità e i servizi ecosistemici (IPBES)
- Centro internazionale per l'istruzione e la formazione tecnica e professionale (UNESCO-UNEVOC)
- Università delle Nazioni Unite - Vice rettorato per l'Europa (UNU-ViE)
- Istituto delle Nazioni Unite per la formazione e la ricerca - Programma cicli sostenibili (UNITAR-SCYCLE)
- Centro Informazioni Regionale delle Nazioni Unite per l'Europa occidentale (UNRIC)
- Centro globale delle Nazioni Unite per i servizi delle risorse umane (OneHR)
- Programma delle Nazioni Unite per gli insediamenti umani - Alleanza per i paetenariati degli operatori idrici globali (UN-Habitat/GWOPA)
- Staff College del Sistema delle Nazioni Unite (UNSSC)
- Organizzazione mondiale della sanità - Centro europeo per l'ambiente e la salute (WHO/ECEH)
- Ufficio delle Nazioni Unite per la riduzione dei rischi di disastri (UNDRR)
- United Nations Platform for Space-based Information for Disaster Management and Emergency Response (UN-SPIDER)
- Segretariato dell'Accordo sulla conservazione degli uccelli acquatici migratori dell'Africa-Eurasia (UNEP/AEWA)
- Segretariato dell'Accordo sulla conservazione dei piccoli cetacei del Baltico, dell'Atlantico nord orientale, del mare d'Irlanda e del mare del Nord (UNEP/ASCOBANS)
- Ufficio delle Nazioni Unite per i servizi ed i progetti - Iniziativa per la trasparenza dell'azione climatica (UNOPS/ICAT)
- Istituto delle Nazioni Unite per la formazione e la ricerca (UNITAR)
- Programma delle Nazioni Unite per l'HIV/AIDS (UNAIDS) dal 7 aprile 2022

## Pubblicazioni
- (EN) UN Bonn Information, UN Bonn - Shaping a sustainable future (PDF), UN Bonn, ottobre 2018.